# FlyFF
Flyff ou Fly For Fun é um MMORPG originado na Coreia, desenvolvido pela Aeonsoft. Criado em agosto de 2004, o jogo se destaca pelo seu inédito sistema de voo e PVP.
Você começa o jogo como um "Vagrant", level 1 em Flaris, a cidade inicial, onde todos os iniciantes aprendem e se acostumam com o jogo. Flyff possui um sistema de "Cash Shop", no qual é possível pagar em dólares para obter créditos chamados "gPotatos". Esses créditos são trocados por itens especiais, que podem ser usados ou vendido para outros jogadores pelo dinheiro comum do jogo, Penya. 

## História
No começo, cinco formas de poder ilimitado visaram a criação de um novo mundo. Eles recolheram um pouco deles e, andando pelas estrelas, criaram um mundo sem medo, ódio ou perigo.
Eles criaram a terra chamada Roika.   
Quando eles terminaram, olharam sua criação e sentiram que de algum modo estava incompleta. Então, dentro das árvores, criaram os Humanos, dirigidos pela curiosidade e, das montanhas mais altas e dos lugares mais remotos, vieram os mitológicos Dwarpets. Os Deuses decidiram então que seu mundo, agora, estava perfeito.
Naquela terra, por muito tempo, apreciaram a paz e a tranquilidade de uma verdadeira Utopia.
Por gerações os cinco criadores de Roika sorriram graciosamente sobre seu trabalho. Pontuando sua criação como pais orgulhosos, eles assistiram como os Humanos cresciam numa espécie de filósofos pensativos, amáveis, carinhosos e brilhantes eruditos. Os Deuses colocaram estrelas por todo o céu da noite, para iluminar as brilhantes cidades dos Dwarpets e dançavam pelo paraíso ao ritmo batente de suas músicas. Então, sem aviso, Eles decidiram partir.
Antes, eles deixaram duas coisas.
Eles passaram todos seus segredos para os Dwarpets, certos de que eles sozinhos possuíam força bastante para protegê-los. E eles criaram a Deusa Rhisis, para cuidar de Roika e de toda a vida existente nela. Por um tempo, tudo estava bem. Mas sozinho num planeta ela mal sabia, Rhisis sentiu a necessidade de criar vida por sua conta. Ela criou três coisas, e pôs em cada uma, uma característica dela. Bubble era a bondade de Rhisis: seu amor pelas coisas que ela criou e o amor pelas coisas que os Deuses criaram. Iblis era a apatia de Rhisis: sua indiferença para com Roika, e sua falta de cuidado pelo que iria acontecer se ela fosse sair. Shade era o ódio de Rhisis: sua inveja por ser deixada, seu medo de ser trapaceada por seres que nunca a entenderam.
A destruição de Roika começou com o ódio.
Shade, numa tentativa de destruir toda a vida em Roika, moveu todos para um pequeno canto do mundo e, usando todo o poder disponível para ela, separou e ajustou-o em deriva, no grande mar que cobria o mundo. Os Humanos correram até os Dwarpets e, com sua ajuda, construíram cavernas, cidades e minas, para protegê-los. Shade notou que a vida não havia acabado como ela esperava e entrou na mente dos Dwarpets, roubando os segredos dos Deuses e destruindo a maioria dos Dwarpets no processo.
Shade criou a raça de criaturas conhecidas como Masquerpets, para destruir todos que restassem no seu caminho.
Bubble, ouvindo o choro dos humanos golpeou a terra, separando-a em quatro pedaços e dispersando os Masquerpets. Iblis, assistiu, fazendo e dizendo nada. Seu olho esquerdo, azul, brilhou como de uma criança, enquanto seu olho direito, violeta como o crepúsculo do inverno, olhou ao vazio além do mundo. Os Humanos remanescentes armaram-se, prontos para encarar a ameaça dos Masquerpets e para, um dia, lutar contra a Deusa Shade...

## Classes (Jobs)

### Vagrant
A classe dos iniciantes, os jogadores têm seus primeiros passos no mundo de Flyff como Vagrants. Cada Vagrant inicia sua jornada com uma pequena espada de madeira e a mais básica armadura. No level 15 você pode escolher sua "Job"(Classe) que vai definir seu lugar na História de Madrigal.

### 1ª Classe (1st Job)
- Acrobat: No level 15, você pode tornar-se um Acrobat. Um Acrobat conduzirá um inimigo enquanto faz seu ataque crucial, de uma distância segura, com seus arcos ou ioios. Ou eles vão desaparecer da vista de todos e irá atacar um oponente sem que esse saiba onde o Acrobat estava.

- Assist: No level 15, você pode escolher tornar-se um Assist. Você vai ser destinado a curar e "buffar" os jogadores, e você vai ser, várias vezes, tudo que sobra entre um personagem e a escuridão da morte. Assists deve, normalmente, depender dos outros, mas, às vezes, são mais capazes de curar e "buffar"-se, vivendo para curar no outro dia.Existem duas variações de Assists: uma que cura e buffa(encanta) e outra que buffa-se para ir batalhar sem depender de ninguém.

- Magician: No level 15, você pode tornar-se um Magician. Magicians focam-se em criar e controlar forças elementais para destruir seus oponentes. A grande habilidade de um Magician está no seu grande poder de ataque.

- Mercenary: No level 15, você pode tornar-se um Mercenary. Mercenarys  perambulam por Madrigal com mentes limpas e focadas, prontos para despachar inimigos no momento que os avistam. Mercenarys superam-se em combates próximos, e nunca estão preocupados em lutar sozinho.

### 2ª Classe (2nd Job)
- Acrobat:

- - Jester: Se você é um Acrobat, você pode tornar-se um Jester no level 60. Essa classe é a mais próxima lembrança do(a) Clown Goddesses of Madrigal, e ela mostra poder no seu comando. Jesters usam normalmente Yo-yos para dar grandes quantidades de dano e tomar vantagem de seu treinamento como Acrobat para desaparecer completamente. Pelo fato dos outros jobs (profissões) do jogo só receberem 1% de critical a cada 10 pontos em dex e o jester receber 4%, muitos jogadores acabam distribuindo apenas dex em usa build, tendo portanto grandes quantidades de critical, chegando a 100% em leveis mais altos.

- - Ranger: Se você é um Acrobat você pode tornar-se um Ranger no level 60. Adepto a arcos, Rangers precisam de rm como qualquer outra classe fazendo um otimo aoe, sua buff principal é Perfect Block. Aniquilando vários inimigos de uma vez, de uma distância segura e atirando flechas em rápida sucessão, mantêm o Ranger seguro, enquanto suas habilidades permitem um acréscimo no dano. Seu principal atributo é Dex, por isso em leveis mais altos um  Ranger chega a ter uma chance de block muito alta, característica que faz com que seu AoE (nome dado às skills que afetam mais de um mob no flyff, abreviação de “Area of Efect”) seja um dos melhores em dano e em quantidade de mobs.

- Assist:

- - Billposter: Se você é um Assist você pode tornar-se um Billposter no level 60. Mantendo-se afastados dos ensinamentos dos Assists aceitados, Billposters dão grandes danos com seus Knuckle Hammers enquanto mantêm a habilidade de cura e buff, fazendo deles uma das classes mais auto-suficientes do jogo. Em leveis mais altos os Billposters ficam com danos ultrapassados, e se tornam a classe mais lenta a passar de level, isso no caso dos que realizam 1x1, BPs tem a skill mais poderosa do jogo, que é recebida no level 80, seu nome é Asalraalaikum, ou somente Asal, essa característica é o que faz muitos jogadores continuarem com os BPs. Ultimamente muitos Billposters tem se tornado AoE, para ter maior velocidade para passar level.

- - Ringmaster: Se você é um Assist você pode tornar-se um Ringmaster no level 60. Um Ringmaster trabalha para sempre assegurar que as pessoas a sua volta sobrevivam. Com certeza o membro mais importante de qualquer grupo, tornar-se um Ringmaster significa que você vai ser um dos mais importantes membros no jogo.

- Magician

- - Elementor: Se você é um Magician você pode tornar-se um Elementor no level 60. Elementors depositaram esforços no seu tempo para tornarem-se mestres dos elementos e estão querendo mostrar, mais do que nunca, suas skills, para qualquer oponente que aventure-se perto demais. Elementors carregam cajados que usam para lançar suas poderosas magias.

- - Psykeeper: Se você é um Magician você pode tornar-se um Psykeeper no level 60. Psykeeper são a classe de controle mental em Flyff. Psykeeper têm dedicado suas vidas a estudar a arte das trevas mais que qualquer outra classe. Eles usam suas varinhas para direcionar seus ataques e soltar o poder de suas mentes para executar poderosos golpes.

- Mercenary:
  - Blade: Se você é um Mercenary você pode tornar-se um Blade no level 60. Você vai ganhar mais habilidades que vão permitir você encarar seus inimigos e fazer seus oponentes tremer em suas armaduras. Blades podem fazer várias coisas que um Mercenary não pode, como usar duas armas ao mesmo tempo. Existe uma variante de sua build, que é o Blade AoE, ele tem o maior block rate do jogo (maior que os de Ranger), seu AoE é muito forte.

- - Knight: Se você é um Mercenary você pode tornar-se um Knight no level 60. Com corações puros e inalterável stamina, Knight são capazes de tomar quantidades maciças de dano sem piscar um olho. Eles atacam com um espantoso balanço entre ataques corpo-a-corpo devastadores e ataques de área (AoE).

Para completar um knight AoE sofre muito para upar ate o lvl 60,pois você tera que colocar todo seus pontos em "vig" (vigor)
Um knight AoE tem 2 escolhas pegar muitos monstros e matar mais rapido (full vig)
Ou pegar menos monstros e matar rapido (full str ate o lvl 25 e depois full vig)

## Sistema de voo
Chegando ao level 20 você pode voar: basta comprar uma Prancha ou Vassoura e equipá-la.
Existem quatro modelos de Pranchas e quatro modelos de Vassouras, que variam de 3.000 Penya a 200.000 Penya (a moeda corrente do jogo). De acordo com o preço a velocidade de voo aumenta.
Existem também outros tipos de veículos voadores que só podem ser adquiridos no Cash Shop com Gpotatos ou comprando de outros jogadores, como motocicletas voadoras, pranchas especiais ou nuvens voadoras.

## Cidades (Ilhas)
São 5 Ilhas, 3 têm cidades ativas: Flaris, Saint Morning e Darkon, Garden of Rhisis e a quinta é, Fynn um continente misterioso e com tesouros raros.
- Flaris: Flaris é a cidade inicial, você começa como um Vagrant level 1, nela você aprende os princípios básicos do jogo, nela encontram as quests para trocar sua classe (Job). Você consegue alcançar facilmente level 26 em Flaris, com a Mars Dungeon, onde pode-se encontrar facilmente itens especiais.

- Saint Morning: Pode-se dizer que é a principal cidade do jogo, a partir do level 20 você pode ir para Saint Morning "upar". O comércio é mais forte em Saint Morning, destinados as primeiras classes (1st Jobs).

- Garden of Rhisis: Próxima à Saint Morning, uma ilha devastada e abandonada pelos humanos.

- Darkon: Darkon é a penultima  ilha, lá estão os monstros de nível bem elevado, e os jogadores de hight level. Seu forte comércio é destinado aos jogadores de 2ª Classe (2n Job), ou seja, a partir do level 60. (Ultima ilha criada Fynn)

- Fynn: Ao norte de Madrigal existe uma região desconhecida, que até recentemente era considerada uma lenda. O remanescente de uma civilização antiga permanece. Mistérios, perigos e tesouros raros, a ultima ilha onde encontraram vários perigos e os bichos de nível mais elevados.

- Azria: Uma nova ilha lançada na versão 11 do game.Para entrar na ilha é necessario um item chamado "Azria Ticket". Os monstros encontrados em Azria são a partir do lv 73, e dão 20% a mais de experiencia do que monstros do mesmo level em Darkon. O Azria Ticket comprado com gPotatos ou através de outros jogadores.

## Status
- Força (FOR): Aumenta sua força física, e seu dano com armas de curto alcance (exceto varinhas, o poder delas é aumentado através da INT, e os arco, o seu poder é aumentado pela DES);
- Vigor (VIG): Aumenta seu HP (pontos de vida), FP (um tipo de energia, usada por Skills de ataque), e a sua defesa;
- Destreza (DES) : Aumenta a taxa de evasão, chance de acerto e velocidade de ataque, aumenta a chance de bloquear golpes e a chance de critico, também aumenta o poder do ataque do arco (velocidade e dano).
- Inteligência (INT): Aumenta seu MP, seu ataque/defesa mágico ,a duração de buffs e o dano causado pela varinha.

## Skills
Antigamente, era usado um sistema de skills que consistia no uso das mesmas, de acordo com o uso, elas eram "upadas". 
Após a versão 7, foi implantado um novo sistema de skills. A cada level, você recebe um número determinado de skill points:
- Entre level 1~20 você receberá 2 skill points para cada level.
- 21~40 você recebe 3 skill points para cada level.
- 41~60 4 skill points.
- 61~80 5 skill points.
- 81~100 6 skills points.
- 101~120 7 skills points.

Quando muda de classe (Job), também se recebe pontos de skills bônus, e uma classe se difere para outra em relação a quantidade de pontos ganhos. Um Assist por exemplo recebe mais pontos que um Mercenary.

## Servidor PK
No servidor Demian , a experiência ganhada e a chance de "drop" dos itens é dobrada e terá direito a duas vezes em Drop. Ao matar pessoas com karma nulo ou positivo, você não poderá voltar a prancha para voar e quando te matarem, você perderá item e dinheiro.

## Gpotato e Cashshop
É o sistema De Cash que faz com que você ganhe beneficios como itens exclusivos